# Cambalache (Arecibo)
Cambalache es un barrio situado en el municipio de Arecibo, Puerto Rico. Según el censo de 2020, tiene una población de 77 habitantes.

## Geografía
La localidad está ubicada en las coordenadas 18°27′43″N 66°41′31″O / 18.46194, -66.69194 (18.461908, -66.691828). Según la Oficina del Censo, tiene una superficie total de 8.8 km², de los cuales 8.6 km² corresponden a tierra firme y 0.2 km² están cubiertos de agua.

## Demografía
Según el censo de 2020, hay 77 personas residiendo en la localidad. La densidad de población es de 9.0 hab./km². El 18.18% de los habitantes son blancos, el 5.19% son afroamericanos, el 5.19% son amerindios, el 1.30% es asiático, el 32.47% son de otras razas y el 37.66% son de una mezcla de razas. Del total de la población, el 96.10% son hispanos o latinos de cualquier raza.